# Hidrofone

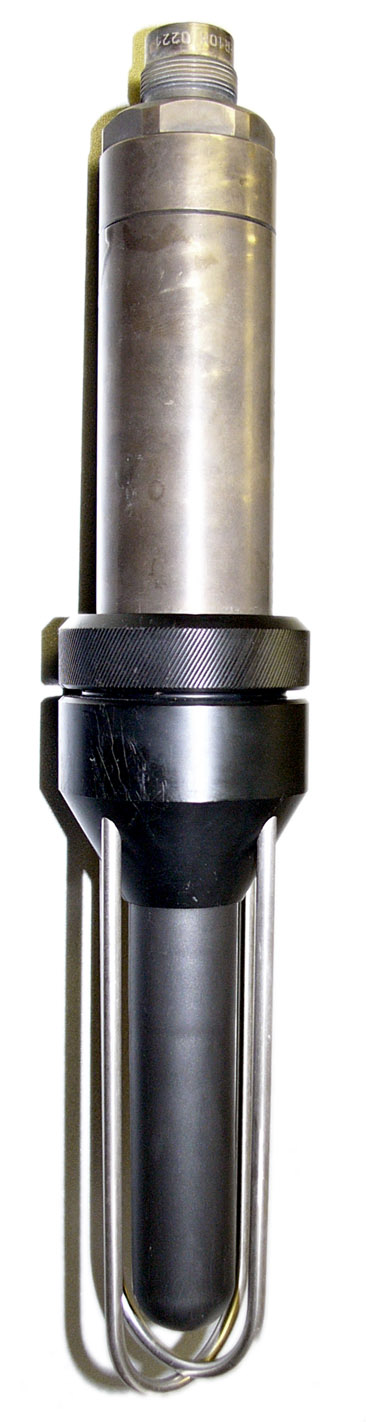

Um hidrofone é um transdutor de som para electricidade para utilização na água ou outros líquidos que permite a escuta de sons debaixo de água. Este instrumento elétrico, construído com um transdutor piezoelétrico, capta vibrações sonoras transmitidas através da água ou outros líquidos reconhecendo um som ou ruído na forma de uma frequência. O equipamento registra essa frequência que, logo em seguida, é transformada em um sinal elétrico.
Diferente de um equipamento de Sonar, um hidrofone irá funcionar somente como receptor e não irá emitir nenhum tipo de sinal quando encontrar algum tipo de objeto sólido.
Em vários casos, o hidrofone é encapsulado em algum tipo de material que provenha proteção ao dispositivo, mas que também não interfira na recepção do áudio recebido e que suporte grandes profundidades.
Enquanto os dados são coletados, o hidrofone transmite informações para um painel de controle. Um software converte esse tipo de informação em gráficos e outras imagens que podem ser estudadas com mais detalhes mais tarde. Dependendo do intervalo e da frequência dos sinais captados pelo dispositivo, o resultado pode identificar uma área submarina que pretende ser estudada com mais detalhes.
Um aplicação do Hidrofone é monitorar a incidência de ecos que indiquem a presença de explosivos em alguma área imediata. Essa aplicação pode ajudar um navio de pesquisa a localizar velhas minas que precisam ser desativas, assim como é de suma importância em tempos de guerra para evitar a destruição do navio ou possíveis ataques submarinos causados pelo inimigo.
Os hidrofones também são usados na exploração de petróleo, registros e localização de vazamentos em dutos subterrâneos, e também em fugas nas redes de abastecimento de água potável, além de estudos biológicos. 

## História
No final dos anos de 1800, o aumento do tráfico de navios levantou questões relativas à segurança de navegação por meio destes. Adicionalmente, as luzes brilhantes e sirenes emitidas dos faróis e barcos-faróis não conseguiam viajar longe o suficiente para avisar embarcações sobre os perigos de águas superficiais e pedras. Em 1889, a American Lighthouse Board mencionou uma alternativa de um sistema de sino e microfone submarino proposto por Lucien Blake. Em 1901, um grupo de cientistas que acreditavam que sons submarinos iriam prover os mais confiáveis avisos formaram a Companhia de Sinal Submarino (Submarine Signal Company) desenvolvendo equipamento para ser usado para aumentar a segurança de navegações; a Companhia pode ter, talvez, sido a primeira a aplicar o uso prático de sons submarinos: um sino submarino localizado embaixo de um barco-farol ou perto de um farol que podia ser detectada por receptores instalados em navios. O microfone carbônico desenvolvido por Thomas Edison e seus colaborados para os primeiros telefones foram instalados em um container à prova d'água, servindo como um hidrofone para captar o sinal dos sinos submarinos.
Infelizmente, esse tipo de hidrofone também captava sons marítimos que não eram desejados (incluindo sons da maquinaria do Navio, sons de ondas e de peixes) o que tornava muito difícil a identificação do som do sino. No meio de abril de 1912, a Companhia de Sinal Submarino pediu a assistência do Engenheiro Reginald A. Fressenden, para que ele pudesse redesenhar os hidrofones para que estes fossem capazes de filtrar sons não desejados. Fressenden sugeriu que as fontes (sinos) fossem aprimorados. Ele propôs trocar os sinos por mais fortes geradores de sons elétricos desenhados para produzir um tom audível para mandar os pontos e traços do Código Morse usando sinais acústicos. A Companhia de Sinal Submarino não estava interessada em desenvolver e aprimorar a fonte, então Fressenden concordou em desenvolver um hidrofone mais seletivo.
O desaste com o navio do RMS Titanic. em 14 de Abril de 1912, pode ter encorajado os cientistas. Após uma semana da trágica colisão do navio com um iceberg, L. R. Richardson preencheu uma patente para uma invenção que usava som e ecos de um objeto para determinar distâncias no ar. Essa técnica era chamada variação do eco. Um mês depois, ele preencheu uma patente de aplicação para fazer o mesmo embaixo da água. Entretanto, nesse momento, um receptor apropriado ainda não existia.
Para suprir o desejo da Companhia de Sinal Submarino e improvisar um hidrofone que cumprisse com o desejado, Fressenden desenvolveu um dispositivo para medir a variação de eco. Lembrando uma poderosa caixa de som submarina, ela produzia e detectava som e, mais tarde, foi chamada de Oscilador Fressenden, que foi considerado o primeiro hidrofone.
Mais tarde, Ernest Rutherford contribuiu muito no desenvolvimento de hidrofones piezoelétrico mais avançados.

## Oscilador Fressenden

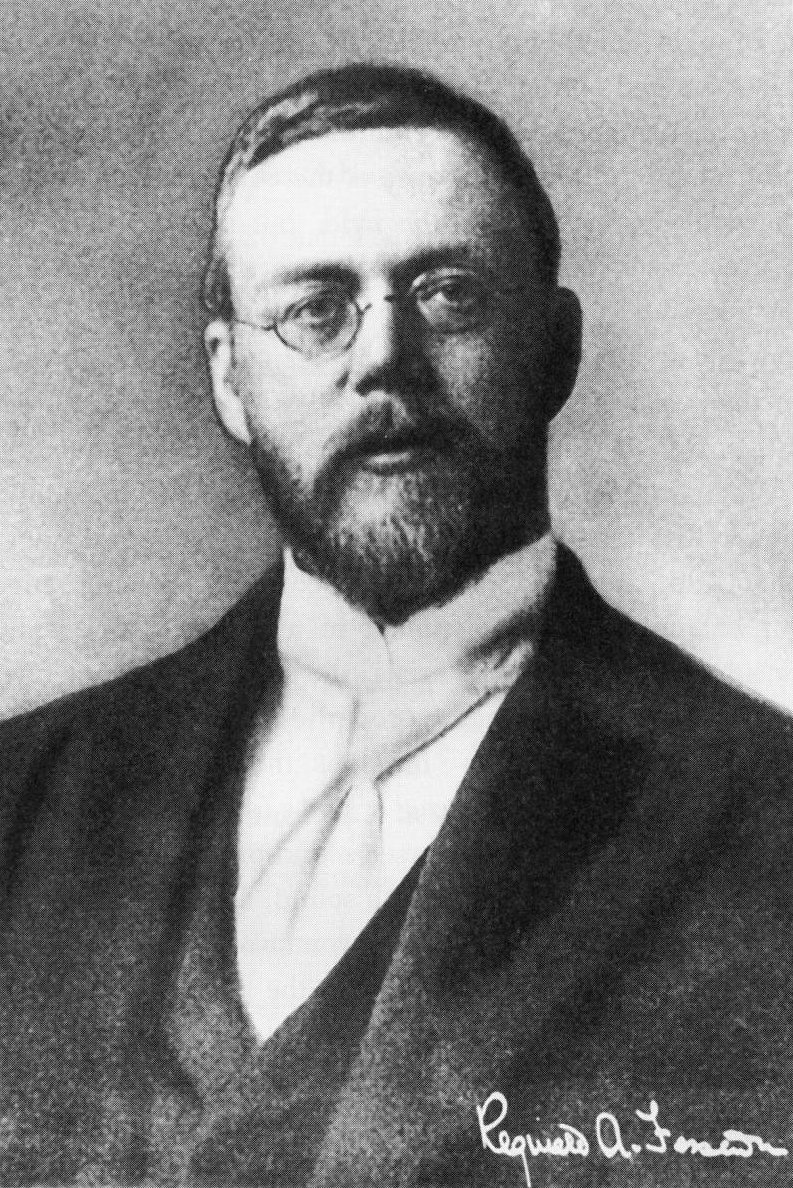
Reginald Fressenden

O Oscilador Fressenden permitia embarcações mandarem sinais telegráficos e emitir uma variação de eco submarina. O Oscilador provou ser a primeira forma prática de um sonar em navios, e a sua tecnologia de base permanece em uso nas modernas embarcações para medir profundidade e distância de objetos submersos. Em meados de 1930, todos os submarinos usavam sistemas telegráficos baseados no Oscilador Fressenden.

### Funcionamento
O oscilador Fressenden não gera um pulso repetitivo; na verdade, ele era similar a um microfone ou a uma caixa de som em design. Este fazia contato com a água através de uma prato circular de metal. O prato era acoplado em um tubo de cobre, que ligava ao gap circular de um sistema de ímãs. Estes ímãs puxavam uma corrente DC e uma corrente AC. Eles usavam a corrente DC para criar um campo magnético polarizado com um gap circular que implantava a corrente AC para induzir correntes do tubo de cobre. Uma força era gerada enquanto as correntes induzidas no tubo de cobre faziam um campo magnético que reagia contra o campo de polarização do gap circular.
Esta força criava vibrações acústicas na água. Barcos podiam usar o oscilador para mandar sinais em Código Morse através de meios submarinos. Mas isso também era reversível. A corrente AC pode ser conectada a um fone, permitindo ao ouvinte ouvir sons e ecos submarinos. o Oscilador Fressenden foi capaz de detectar ecos de icebergs até duas milhas de distância, ele era capaz de detectar frequências por volta de 1kHz, e pôde também, algumas vezes, ouvir o eco do fundo do mar. 

### Aplicações
Durante a Primeira Guerra Mundial o Oscilador Fressenden foi usado na detecção de submarinos, porém, foi operando em baixas frequências (por volta de 1kH) que o Oscilador tornou-se apropriado para detectar alvos menores. Em épocas de paz, o Oscilador foi usado para medir profundidades.

## Princípio Básico de Funcionamento de um Hidrofone
Um hidrofone consiste em um invólucro semi-rígido e um eletrodo que funciona como sensor para coletar informações acústicas na forma de sinais eletrônicos. A maioria dos hidrofones usam um sensores piezoelétricos.
O que está por trás de um hidrofone é um dispositivo ou material piezoelétrico (comumente). O efeito piezoelétrico ocorre naturalmente em um material onde as dimensões físicas dependem da aplicação de pressão e que acaba por produzir um campo elétrico, ou seja, o efeito piezoelétrico nada mais é do que um material que emite uma voltagem elétrica depois de um estresse mecânico. O efeito piezoelétrico é também reversível teoricamente e em, praticamente, muitas ocasiões. Esse efeito pode ser alcançado usando mecanicamente uma série de componentes. Entretanto, em materiais com natureza piezoelétrica o efeito ocorre quando o material consiste em inúmeros dipolos elétricos. Um estresse pode causar a deformação do material e a reorientação dos dipolos induzindo uma carga entre os eletrodos. Muitos materiais piezoelétricos (não naturais) são, por exemplo, cerâmicas de zirconato de titânio (Pb(Zr,Ti)O3) (chamada de PZT, que é a mais utilizada em hidrofones), titanato de bário (BaTiO3) e nióbio de lítio (LiNbO3). Algumas cerâmicas PZT podem ser dopadas para melhores propriedades piezoelétricas.
O seu princípio de operação é o seguinte: uma onda acústica e se choca com a parede onde está envolvido o hidrofone, isso resulta numa mudança de pressão nos pratos de cerâmica criando, assim, através do efeito piezoelétrico, um sinal elétrico. Esse sinal elétrico é então coletado e analisado na ordem de extrair informações possíveis sobre este impulso.
Um amplificador eletrônico pode suplementar o dispositivo. Este amplifica o sinal recebido e então aumenta a ocorrência de medidas. Adicionalmente, um conversor analógico-digital é necessário para converter o sinal gravado pelo hidrofone (analógico) em um sinal que pode ser processado e armazenado em um computador (digital).

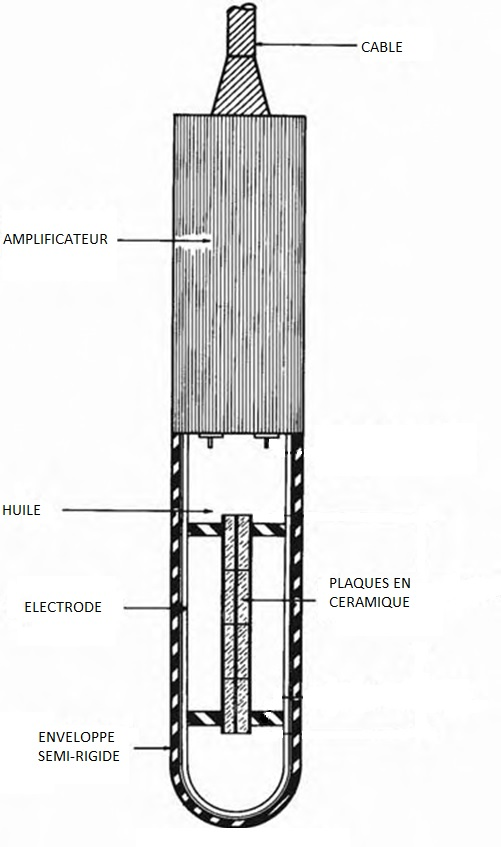
Esquema de um hidrofone piezoelétrico

A qualidade da transcrição dos sons depende das características e qualidade do hidrofone, mas, também, e, principalmente, da localização do hidrofone em relação à fonte e das condições das informações gravadas. Hoje em dia, os hidrofones operam em frequências ultrassônicas bem acima do que o ouvido humano é capaz de detectar (chegando a ordem de centenas de MHz, dependendo do hidrofone).

## Outros tipos de hidrofone

### Hidrofones magnéticos
Em materiais ferromagnéticos, a adição de diferentes momentos magnéticos de spin cria um campo elétrico (e, também, algumas forças de interação). A direção desses momentos é randômica. Quando o material é submetido a um campo magnético, esse momentos tendem a se alinhar com a direção do campo magnético e darão à luz a um grande momento magnético no material. A força de interação associada causará a deformação do material (ou estresse mecânico), que resultará no efeito já explicado anteriormente.

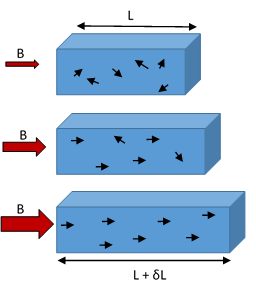
Influência do campo magnético sobre spins de elétrons

Um hidrofone magnético compreende uma interface acústica e um circuito elétrico. Os sons captados exercem uma ação mecânica na interface do dispositivo magnetostático, o que causa uma mudança na sua geometria. Essa deformação causa uma variação no fluxo magnético que induz a uma variação de voltagem no circuito elétrico.
Por seu princípio reversor, também pode ser usado como um transmissor (uma variação de voltagem induz uma mudança de geometria que cria uma onda acústica). Este tipo de hidrofone já foi muito usado, por chegar a uma frequência ultrassônica de 1MHz, porém, hoje em dia, foi trocado pelo uso de transdutores piezoelétricos que alcançam maiores frequências. 

### Hidrofones de fibra ótica
O protótipo com fibra ótica é baseado no uso de duas fibras óticas. O estresse e pressão causados do lado de fora do hidrofone mudam a geometria da primeira fibra. A onda de luz de saída da segunda fibra terá um delay comparada com a onda de luz de saída da primeira fibra (por causa de sua deformação). É este delay que será medido e que converterá o sinal acústico em um sinal elétrico.
Uma das maiores preocupações desse modelo era maximizar a Relação sinal-ruído, para isso, fibras ópticas mais largas forma usadas para melhorar esse tipo de problema. Esse tipo de hidrofone ainda está sob desenvolvimento mais parece ser promissor para o futuro por sua flexibilidade e boa sensibilidade, chegando até próximo de 50MHz.

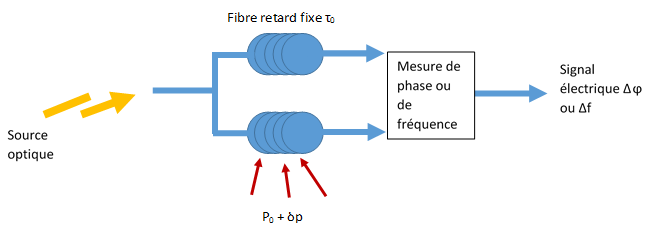
Esquemático de um Hidrofone de Fibra Óptica

### Hidrofone ultrassônico com piezoeletreto polimérico
Novos transdutores piezoelétricos de materiais poliméricos tem sido estudados por sua estrutura robusta e flexível que, algumas vezes, ultrapassam o desempenho das famosas cerâmicas (que são normalmente usadas) e também por seu baixo custo. Essas características tornam esses polímeros piezoelétricos concorrentes da cerâmica PZT (altamente utilizada em hidrofones). Nesse contexto, desenvolveu-se em 2009 um novo arranjo de tubos poliméricos de múltiplos canais que foram termicamente moldados e depois expostos a um intenso campo elétrico criando sensores com elevado efeito piezoelétrico. Este novo dispositivo foi chamado de Piezoeletreto de Canais Tubulares (PCT) que tem tido excelentes resultados na captação de frequências. A baixa impedância acústica de materiais poliméricos fazem com que haja menores perdas na propagação de ondas ultrassônicas. A flexibilidade possibilita a acomodação de substratos em diversos formatos o que torna esse tipo de hidrofone algo interessante a ser estudado.
Hidrofones com piezoeletreto polimérico ainda estão em desenvolvimento, porém, alguns estudos mostram que estes podem chegar a captar faixas de até MHz. 

## Hidrofones direcionais e não direcionais
Hidrofones não direcionais captam som de todas as direções com igual sensibilidade, já hidrofones direcionais tem uma mais alta sensibilidade em alguma direção em particular. Hidrofones direcionais são construídos através de vários hidrofones não direcionais, mas também podem ser criados através de um arranjo de hidrofones. Arranjos de hidrofones são criados conectando diversos hidrofones (não direcionais) em locais conhecidos. O som alcançará os diversos dispositivos em diferentes tempos, dependendo da fonte sonora da qual provém o som. A diferença entre a chegada do sinal acústico pode usada no cálculo para determinar de onde o som está vindo. Arranjos simples de apenas dois hidrofones podem ser usados para detectar a origem do som. Arranjos são, relativamente, mais efetivos do que somente um hidrofone pois eles são capazes de filtrar sinais acústicos de outras direções. Esse tipo de arranjo também aumenta a Relação sinal-ruído, o que faz com que se torne possível detectar sons que antes não poderiam ser ouvidos por somente um hidrofone. Este tipo de arranjo é geralmente usado em sensores para detectar sons.

## Como escolher um hidrofone

### Sensibilidade vs área efetiva
No hidrofone, a sua voltagem de amplitude será proporcional à área de atividade do sensor. Dispositivos mais sensíveis alcançam uma maior área para detecção de sinais. O caráter direcional ou não direcional do hidrofone também deve ser levado em consideração quando tratamos desse quesito.

### Interferência com o campo acústico
É desejável usar um hidrofone que não afete o sinal que está sendo medido. A escolha do hidrofone dependerá da natureza do campo acústico em que este está exposto. Campos de ondas contínuas são geralmente afetados pelas estruturas da sua vizinhança, então, para este caso, hidrofones menores (tipo agulha) são preferíveis. Hidrofones maiores (tipo membrana) também podem ser usados para esse caso, porém não terão um resultado tão promissor.

### Fragilidade
Hidrofones são intrinsecamente frágeis, principalmente perto do elemento sensível que capta o sinal. Isso se deve ao propósito de alta sensibilidade que estes dispositivos devem ter quando são submetidos à diferentes pressões. Os graus de proteção do hidrofone dependem do seu modelo e da sua construção.

### Imersão
O ambiente aquático é relativamente agressivo e a água pode ser um solvente em potencial podendo, até, ultrapassar através do encapsulamento do hidrofone. Por essa razão é recomendado retirar o hidrofone do ambiente aquático enquanto ele não estiver em uso.

### Custo
Quanto menor for o hidrofone, mais caro ele será, devido à sua dificuldade de ser fabricado. A sensibilidade do dispositivo e a sua área de alcance também serão levado em consideração na hora de estabelecer um preço (também envolvendo seu caráter direcional ou não direcional). 

## Aplicações

### Aplicações em guerras
Hidrofones tem a capacidade de detectar objetos distantes podendo serem utilizados na detecção de navios ou submarinos (usando arranjos de hidrofones) inimigos não declarados além de serem importantes no desativamento de minas submarinas esquecidas do pós-guerra ou objetos pequenos. São amplamente utilizados em navios e submarino para ajudar nos serviços navais de proteção, além de serem usados como “telefone” marinho onde transdutores são usados para a comunicação entre dois navios ou submarinos.

### Monitoramento de som marinho
Instalações renováveis de óleo e gás fazem som submarino. Esse tipo de construção marinha pode ser prejudicial para peixes e mamíferos marinhos como baleias e focas. Hidrofones ajudam a monitorar esse tipo de som após e durante o desenvolvimento desse tipo de construção para torná-lo menos nocivo aos animais marinhos que vivem na região. Além disso, vazamentos de gás e óleo podem ser detectados por arranjos de hidrofones, além disso, hidrofones ajudam na descoberta de novos reservatórios marinhos de gás ou óleo importantes para o desenvolvimento tecnológico da indústria e tecnologia.

### Estudos biológicos
Hidrofones são comumente utilizados de dois jeitos: de maneira estacionária, para o monitoramento de uma simples área, ou durante o movimento contínuo de uma navegação. Hidrofones podem ser eletricamente conectados para analisadores ou gravadores de dados, ou seja, um hidrofone estacionário pode ser conectado a uma boia flutuante com um rádio transmissor que transmita o som para uma estação receptora na costa (ou um barco, ou um avião). Estes dispositivos, se forem pequenos o suficiente, podem ser amarrados em um animal. A comunicação de cetáceos detectada por hidrofones pode ser visualizada e analisada em tempo real para ser gravada e estudada mais tarde.
A maioria dos cetáceos, principalmente golfinhos, se comunicam em frequências ultrassônicas que podem ser escutadas somente com o uso de hidrofones. A comunicação entre esses seres é de vital importância para o estudo da biologia principalmente tratando-se de golfinhos já que estes são considerados o segundo animal mais inteligente do planeta Terra. 
O cérebro dos golfinhos supera o cérebro humano em muitos aspectos. A complexidade do córtex cerebral dos golfinhos é enorme. O número de neurônios é 50% maior que o do homem. O cérebro humano adulto pesa cerca de 1450 gramas e o do golfinho cerca de 1700 gramas, o que os torna um grande objeto de estudo. Os golfinhos apresentam um grande desenvolvimento psíquico, e sua inteligência é comparável ou maior à dos primatas. Os golfinhos apresentam um grau de inteligência similar à de seres humanos, mas ainda existem diversos estudos em andamento para comprovar e quantificar esses níveis de inteligência. O cérebro grande e evoluído dos golfinhos pode ser consequência das necessidades de comunicação em baixo da água e para usarem o sonar com precisão. 

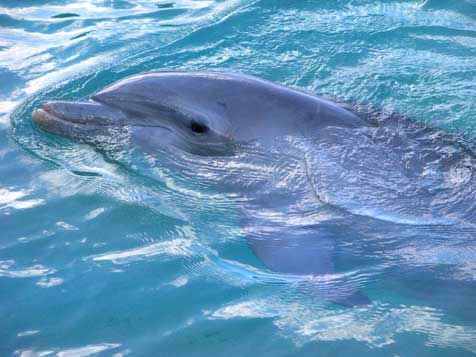
Golfinhos: o segundo animal mais inteligente do planeta Terra

## Vantagens e desvantagens
A vantagem do uso de hidrofones é que eles não precisam de uma fonte de energia por causa do seu efeito piezoelétrico que converte trabalho mecânico em energia, diferentemente de outros dispositivos como câmeras subaquáticas que precisam estar ligadas a uma fonte de energia. Além disso, câmeras subaquáticas precisam ser deixadas em um container de ar, diferentemente dos hidrofones. 
As desvantagens do uso de hidrofones é que eles somente podem ouvir diferentes sons e pressões além de ter sua habilidade limitada quando colocado diante de muitos objetos, fenômenos naturais ou sons artificiais. Hidrofones são mais efetivos quando são do caráter direcionais, enquanto sonares são efetivos sendo não direcionais; nem todos os hidrofones funcionam no seu caráter reverso (como transmissores), porém, sonares são tanto emissores quanto transmissores.

## Técnicas de calibração de um hidrofone

### Técnica de comparação de frequência
O hidrofone a ser calibrado (hidrofone de calibração) é colocado no foco de um outro hidrofone (hidrofone referência) previamente calibrado. O hidrofone referência é alinhado para maximizar o sinal do hidrofone de calibração acionando o máximo da sua gama de frequência. A tensão de condução é então varrida por toda a faixa de frequência do hidrofone de calibração, em cada uma das frequências de saída do hidrofone de referência, é feito uma medida digital para separar a frequência principal de seus harmônicos que podem estar presentes no sinal. Como o hidrofone referência foi previamente calibrado, de modo que a tensão nele causada pode ser traduzida em um valor de pressão, a calibração da frequência do hidrofone de calibração será em função da pressão na posição focal onde este foi colocado. O hidrofone de referência é então substituído por um hidrofone a ser calibrado, e há um realinhamento. O processo é novamente repetido, e o sinal de saída desse novo hidrofone é determinada e registrada. Essa tensão é então dividida pela pressão, novamente, para determinar seu valor em Volts por Pascal.

### Comparação de harmônicos
Um hidrofone de referência (previamente calibrado) é colocado em uma posição não linear de um campo acústico gerado por um transdutor circular plano que gera uma onda senoidal. A posição de alinhamento foi escolhida onde muitos harmônicos da frequência fundamental são gerados durante a distorção de pressão causada por uma propagação não linear. Usando um filtro passa-alta, o hidrofone de referência é então alinhado para maximizar sua frequência, e as pressões produzidas pelo hidrofone referência são gravadas após a retirada do filtro. É feito um cálculo que converte essas pressões em valores de voltagem e, então, cada harmônico é determinado. Agora, o hidrofone referência é substituído por um hidrofone a ser calibrado, que será alinhado na mesma posição, que receberá as gravações de ondas de pressão do hidrofone referência. Logo depois é feito um cálculo para a determinação da voltagem de cada harmônico.